# Morir en España
Morir en España es una película documental española de 1965 dirigida por Mariano Ozores con un guion de los notorios franquistas José María Sánchez-Silva y García-Morales y Rafael García Serrano. Fue un encargo hecho por las autoridades franquistas para contrarrestar y ofrecer una respuesta a Mourir à Madrid de Frédéric Rossif, pero fue tan poco exitosa como su antecesora Por qué morir en Madrid de Eduardo Manzanos, ya que las autoridades franquistas la consideraron finalmente de baja calidad y políticamente inoportuno.

## Sinopsis
El documental hace una evocación de la historia de España desde los últimos momentos de la monarquía de Alfonso XIII de España, la proclamación de la Segunda República Española con invectivas contra Manuel Azaña y exaltando a José Antonio Primo de Rivera, las hazañas del bando franquista durante la guerra civil española y, ya en la posguerra, la construcción del santuario del Valle de los Caídos. La voz del narrador es la de Rafael Arcos y utiliza bastante material de archivo.

## Premios
Recibió el segundo premio, de 250.000 pesetas, de los Premios del Sindicato Nacional del Espectáculo de 1965.